# Андрійчук Теодор
Теодо́р Андрійчу́к (Федір Андрейчук; 1808, с. Бабинці, нині Чортківського району Тернопільської області — 16 березня 1876, там само) — український громадський діяч. У 1861–1867 роках — посол Галицького сейму.

## Життєпис
Заможний селянин. Мав великий авторитет серед селянства, тривалий час — війт родинного села. Після перемоги до нього приходили представники громад, вручали по 10 золотих ринських на дорогу (по 5 не приймав). Обраний від IV курії в окрузі Борщів — Мельниця, діяч «Руського клубу».